# 克里西·海特

克里西·海特（Chrissie Hynde，1951年9月7日—），是美国歌手、結他手、音樂創作人，同時並是著名樂隊The Pretenders的主音兼結他手，她於樂隊的地位中一直是唯一不變的成員。

## 生平

### 早年生活
海特出生於俄亥俄州的阿克倫，其父母雙方職業分別是兼職秘書和黃頁經理。她於當地的高中Firestone High School畢業，但她便聲明自己對其高中生活沒有興趣。

### 早年生涯
海特於當年曾是嬉皮士反文化、東方神秘主義和素食主義的崇拜者，當時她於肯特州立大學的藝術學校就讀時曾加入名為Sat. Sun. Mat.的樂隊，而其中成員更包括後期的Devo樂隊主音Mark Mothersbaugh。
海特於當時並對英國音樂雜誌NME感興趣，後來當她賺取足夠的金錢後她便於1973年由俄亥俄州移居到倫敦。而於倫敦，海特曾於當地的一間建築公司工作8個月，其後她卻因遇上著名搖滾樂記者Nick Kent而開始聯同其為《NME》撰寫樂評。